# Verbrüderungs-Marsch
Der Verbrüderungs-Marsch ist ein Marsch von Johann Strauss Sohn (op. 287). Das Werk wurde am 11. April 1864 im Königlichen Schauspielhaus in Berlin erstmals aufgeführt.